# Biblioteca del Instituto Nacional
La Biblioteca del Instituto Nacional "Don Juan Nepomuceno Espejo" se encuentra en el centro de la ciudad de Santiago, capital de Chile. (Arturo Prat N.º 33). Fue fundada en 1857 y declarada pública en 1876.
La Biblioteca es dependiente de la Unidad Técnico Pedagógica (UTP) del establecimiento, y la encargada y bibliotecaria es la señora Rosa Alvarado, quién ganó el concurso para dicho puesto, y desempeña actualmente el cargo.
Durante el año atiende a los cerca de 4.400 alumnos y 160 profesores, y constituye un pilar fundamental de la Comunidad Institutana.

## Reseña histórica
La Biblioteca del Instituto Nacional General José Miguel Carrera comenzó, junto al más antiguo colegio de Chile (1813), como un pequeño gabinete de lectura que no superaba los doscientos ejemplares, donados en su mayoría por nobles e ilustres patriotas que veían en el Instituto Nacional uno de los símbolos de la independencia.
Luego de numerosos problemas ocasionados por la agitación política de la época y debido a la separación del Instituto Nacional del Seminario Conciliar el acervo disminuyó considerablemente entre los años 1819 y 1835, pero no es hasta el 8 de enero de 1857, cuando el Gobierno le otorgó existencia legal a la Biblioteca, que esta situación comienza a revertirse considerablemente con el paso de los años, aumentando hasta el año 1861 a la elevada cifra de 3.995 volúmenes.
Con los diferentes gobiernos el presupuesto para la Biblioteca (que ya por el año 1876 había sido declarada pública) aumentó paulatinamente, generándose con esto una enorme cifra de volúmenes, la que obligó al Rector del Instituto, don Manuel Amunátegui, solicitar al presidente de la república una nueva sede para funcionar con mayor comodidad.
Posteriormente de que se comprara la Iglesia de San Diego a la Orden Franciscana, comenzó su transformación. Con el campanario demolido, las estanterías instaladas, y el tejado y la fachada ya remozados estaba oficialmente inaugurada, bajo el rectorado de don Juan N. Espejo, esta enorme y nueva Biblioteca que ya contaba con la suma de 30.000 volúmenes, incluidos en esta la valiosa Colección Americana del bibliófilo argentino don Gregorio Béeche que contenía 10 000 piezas entre manuscritos coloniales y algunos incunables.
Pero luego de la Donación de la Biblioteca del expresidente Don Pedro Montt, por parte de su señora Sara del Campo de Montt, la atención del gobierno en la Biblioteca disminuyó tanto que en año 1929 la fortuna de los 73.953 ejemplares cambió para siempre. El Ministro de Instrucción Pública de Carlos Ibáñez del Campo, Don Pablo Ramírez, mandó a demoler el edificio para construir allí una piscina para los alumnos de la carrera de Derecho de la Universidad de Chile (que nunca se construyó). La información de ese acontecimiento es muy escasa, pero lo que sí se sabe es que el acervo se tuvo que repartir entre numerosas instituciones: 15.088 se enviaron a la Biblioteca Nacional; 6.666 al Instituto Pedagógico; 279 al , Liceo N.º 5 de hombres José Victorino Lastarria ; 1.493 al Internado Nacional; 1.057 a la Universidad de Chile, entre otros; y el Instituto, debido a falta de espacio, sólo pudo conservar una cifra aproximada a 14.300 volúmenes.
Luego de algunos años la Biblioteca fue administrada por don Ernesto Boero Lillo, quien hizo de ella el centro de la actividad literario-cultural de la educación de la época, formando parte de esta numerosos personajes tanto de la vida política como literaria actual.
Con la construcción del nuevo edificio (1963) el orden de los libros se perdió completamente, iniciándose en la década de los noventa la clasificación del Fondo Escolar (la que se compone de más de 20.000 volúmenes). 
En la actualidad, la mayor parte del Fondo Histórico (20.000 volúmenes) se encuentra desclasificado comenzándose el proceso de catalogación en el año 2006, dos años después de su nombramiento como Patrimonio Cultural[cita requerida].

## Fondo Histórico
El fondo histórico se compone con los libros de la Biblioteca hasta el año 1950 d. C. que ascienden en número cercano a los 20.000 volúmenes. La mayor parte de este fondo está desclasificado, por lo que se desconoce el verdadero valor de este.
El documento más antiguo que se conserva es un manuscrito datado entre el año 1350 y el 1400 (Baja Edad Media), hallado a fines del año 2006; en antigüedad lo siguen dos incunables impresos en el año 1494 y 1491, este último al parecer ejemplar único en el mundo.
Además numerosos libros entre el año 1500 y 1700, entre los que encontramos la "Histórica Relación del Reyno de Chile" escrito por el Padre Alonso Ovalle.
La biblioteca posee además una pequeña colección de manuscritos americanos que datan desde 1688 en adelante, entre cuyos tesoros encontramos documentos relacionados con la independencia, como por ejemplo: "Expediente del colegio de Sn. Carlos" firmado y revisado por José Miguel Carrera Verdugo, Autorizaciones firmadas por Bernardo O'Higgins, y cartas de numerosos personajes de la historia literaria de América como por ejemplo Gabriela Mistral, Francisco Bilbao, Eusebio Lillo (poemas inéditos), etc.

## Archivo Institucional
El Archivo Institucional se compone completamente de los documentos relativos al Instituto Nacional, entre el cual encontramos libros de clases, registros de matrículas o fichas antropométricas de personajes como: Salvador Allende (matrícula), Patricio Aylwin, Arturo Prat, Eusebio Lillo, Diego Barros Arana, Diego Portales, entre otros. También se encuentra una foto del mencionado Allende con quien fuese su profesor jefe.
Tipos de registros o documentación disponible (1813-1975):
- Libros de decretos.
- Matrículas.
- Libros de correspondencia.
- Registros de contabilidad.
- Partes de profesores (libros de clases).
- Fichas antropométricas.
- Registro del personal administrativo y el cuerpo docente.
- Libros de exámenes.
- Otros.

- Datos: Q5728037